# Ydrapoej
Ydrapoej è il novantatreesimo album in studio del chitarrista statunitense Buckethead, pubblicato il 10 luglio 2014 dalla Hatboxghost Music.

## Il disco
Cinquantanovesimo disco appartenente alla serie "Buckethead Pikes", Ydrapoej è il primo album pubblicato dal chitarrista dopo una pausa di oltre un mese dall'uscita di Grand Gallery, nonché il primo dei sette dischi pubblicati dallo stesso nel mese di luglio 2014.

## Tracce
Musiche di Buckethead.
1. ID 1 – 2:50
2. ID 2 – 3:36
3. ID 3 – 2:36
4. ID 4 – 2:05
5. ID 5 – 2:29
6. ID 6 – 2:47
7. ID 7 – 2:37
8. ID 8 – 3:31
9. ID 9 – 3:14
10. ID 10 – 3:29

## Formazione
- Buckethead – chitarra, basso, programmazione